# Epispadi
Epispadi är ett medfött tillstånd när vävnaden nedanför urinblåsan inte slutit sig helt. Det innebär att urinröret hos pojkar mynnar ut på ovansidan av ollonet och att klitorisollonet hos flickorna kan vara delad och urinöppningen är vid.
Om urinröret mynnar ut på undersidan av penis kallas det hypospadi.